# Артилерійські катери проєкту 1204
Артилерійські катери проєкту 1204 (шифр «Джміль», за класифікацією НАТО: англ. Shmel-class river gunboat) — проєкт артилерійських катерів СРСР, передбачались для вирішення завдань з несення дозорної служби на річках та озерах, знищення річкових суден і бойових катерів супротивника, підтримки сухопутних військ артилерійсько-кулеметним вогнем, перевезення особового складу з озброєнням під час переправ і дій у басейнах річок, а також для дій в прибережних мілководних районах морів.

## Історія
15 березня 1965 року ВМФ СРСР і Міністерство суднобудівної промисловості СРСР прийняли рішення, затвердивши тактико-технічне завдання (ТТЗ) проєктування річкового артилерійського катера проєкту 1204. При цьому всі броньовані катери (БКА), які перебували в строю стали класифікуватися, як артилерійські катери (АКА). Проєктування нового артилерійського катера було доручене ЦМКБ «Алмаз», а конструктором було призначено Юлія Юлійовича Бенуа. Технічний проєкт артилерійського катера «Джміль» було затверджено в кінці 1965 року, а в 1966 році після смерті Ю. Ю. Бенуа подальшу роботу з АКА пр. 1204 продовжив конструктор Леонід Васильович Озімов.

## Опис

### Корпус
Стальний корпус АКА пр. 1204 був гладкопалубний, на відміну від попередніх радянських БКА для використання катерів у прибережних мілководних районах морів, з тунельним утворенням в підводній частині в районі двигунів. Крім того, було збільшено запас загальної міцності корпусу (1,75) і його було розділено водонепроникними перебірками на 12 відсіків.
Поділ на відсіки:
1. — форпік (0—4 шпангоут);
2. — кубрик мічманів (4—9 шпангоут);
3. — носовий артвідсік (9—12 шпангоут);
4. — кубрик команди (12—17 шпангоут);
5. — командирський відсік з радіорубкою (17—21 ½ шпангоут);
6. — кубрик команди (21 ½—25 ½ шпангоут);
7. — відсік управління ПУД (25—29 ½ шпангоут);
8. — генераторний відсік (29 ½—33 шпангоут);
9. — моторне відділення (33—41 шпангоут);
10. — кормовий підбаштовий відсік (41—44 шпангоут);
11. — камбуз (44—48 шпангоут);
12. — ахтерпік (48 шпангоут—транець).

### Енергетична установка
Головна енергетична установка була двовальна з розташуванням головних двигунів в одному моторному відділенні. Як головні двигуни було використано дизелі типу «М-50Ф» (ресурс до переборки 600 г.) потужністю 1200 к.с. кожний.
Електроенергетична система змінного струму з напругою в 380 В включала в себе два автоматизованих дизель-генератори типу «ДГА-25-9» потужністю по 25 кВт, розташованих у генераторному відділенні.
На АКА 1204 застосовувалася система дистанційного керування дизельними установками «Оріон».
Охолодження двигунів передбачалося забортною водою. Однак, у АКА 1204 на р. Амудар'я була обладнана автономна система охолодження. По бортах катерів були зварені регістри з труб, проходячи через які вода з двигунів охолоджувалася.

### Навігаційне й штурманське
На АКА пр. 1204 розмістили навігаційні радіолокаційні станції «Донець-2», «Лоція» й ехолот «НЕЛ-7». Оптичні засоби спостереження доповнили електрооптичною апаратурою нічного бачення «МЕ5» (Тромбон).
Крім того, для навігаційного освітлення й світлової сигналізації використовувався морський прожектор «K-35-3TM». Прожектор складається з ліхтаря, поворотною вилки й основи для установки прожектора на місці роботи. Усередині корпусу ліхтаря закріплені скляний відбивач, пристрій що фокусує з патроном і лампою, вимикач. До корпусу за допомогою відкидних замків кріпляться: для навігаційного освітлення — рама з купольним склом (вузький промінь) або з розсіювачем (широкий промінь); для світлової сигналізації — жалюзі і рама з купольним склом. Для захисту від механічного руйнування купольного скла або розсіювача в неробочому стані на раму встановлюється захисна кришка. До мережі прожектор К-35-3 приєднується трижильним кабелем зі штепселем.
Термін служби прожектора 6 років.
Штурманське оснащення АКА пр. 1204 складається з гіромагнітного компаса «Градус-2», призначеного для вироблення курсу або азимутального напрямку й видачі цих даних авторульовому «Самшит-АО 13», й магнітного компаса «КТ-М3м».

#### Радіозв'язок
Засоби радіозв'язку на АКА пр. 1204 були представлені КХ-радіостанцією Р-617 «Аргон-Фтор-К» й УКХ-радіостанцією Р-619-1 «Графіт».

### Комфортність
Всі житлові приміщення були ізольовані від машинного відділення й згруповані в носовій частині корпусу (2, 4, 5 і 6 відсіки). Між житловими приміщеннями й моторним відділенням розмістили пост управління двигунами (7 відсік), а переборки покрили спеціальною вібропоглинаючою ізоляцією. Також житлові приміщення були обладнані штучною вентиляцією, електричним опаленням, на камбузі встановили електроплиту та холодильну камеру.

### Автономність
На АКА пр. 1204 запас палива складає 4,8 т, запас оливи — 0,3 т, а запас прісної води — 0,165 т. Запас провіанту на АКА пр. 1204 приймається з розрахунку на 7 діб автономності. Дальність плавання катера повним ходом складає 240 миль, за швидкості в 10 вузлів — 320 миль.

## Озброєння

### Артилерійське
Початково, на АКА пр. 1204 планували встановити 90-мм гладкоствольну гармату Д-62 плаваючого танка ПТ-90 (Объект 906), який не був прийнятий на озброєння. Тому АКА пр. 1204 отримали на озброєння 76-мм танкову гармату «Д-56ТС» в башті від іншого легкого плавучого танка ПТ-76Б.
Танкова башта ПТ-76Б з листової броні мала форму зрізаного конуса. В передній частині танкової башти розташована прямокутна амбразура для встановлення гармати, захищена за допомогою броньової маски з кожухом, й отвору для болтів кріплення рамки гармати, яка має щічки з отворами під цапфи, на яких кріпиться гармата. Зліва від амбразури гармати в рамці є отвір для прицілу, захищений бронюванням, з правої сторони — амбразура для кулемета. З лівої сторони башти вварено броньовану склянку для встановлення антенної основи. У кормовій частині башти уварений броньований ковпак вентилятора. Зліва від нього просвердлений наскрізний отвір під проводку до апарату ТПУ командира десанту. Зовні до броньових листів башти приварені чотири гаки, призначені для захоплення вежі тросами при її знятті й встановленні. У даху башти зроблений овальний люк, який закривається кришкою. На кришці люка на шарнірній опорі змонтована обертова командирська башточка, в якій розміщені два прилади спостереження ТНП і прилад спостереження «ТПКУ-1» («ТПКУ-2») з п'ятикратним збільшенням. Попереду праворуч від люка є отвір для встановлення приладу спостереження «МК-4» заряджаючого. З внутрішньої сторони до даху башти приварений горизонтальний поручень для створення зручності роботи командиру танка. Шарнірна опора башти являє собою радіально-упорний кулько-підшипник, обоймами якого є погони башти. Обертання башти здійснюється вручну або за допомогою електропривода «ЕПБ-4».
76-мм гармата Д-56ТС мала дульне гальмо, ежекторну продувку каналу ствола й двохплощинний стабілізатор озброєння СТП-2П «Зоря». Також в системі електроспуску гармати Д-56ТС встановлювалися запобіжники від передчасного пострілу при не цілком закритому затворі або при повністю закритому затворі й спеціальний прилад автоблокування, який входив в комплект системи стабілізації. Темп вогню з гармати Д-56ТС досягав 10 пос./хв, прицільна швидкострільність — 7 пос./хв.
Керування артилерійським вогнем здійснювалося навідником за допомогою телескопічного шарнірного прицілу «ТШК-2-66», бокового рівня й кутомірного круга на погоні башти. Наведення гармати Д-56ТС на ціль здійснюється обертанням руків'я маховика вертикального наведення й обертом башти за допомогою ручного або електричного привода, а за увімкненого стабілізатора — за допомогою пульту керування. Цілевказання навідник отримував з бойової рубки від командира катера по внутрішньокорабельному зв'язку. Як додаткове озброєння в танковій башті від ПТ-76Б був спарений з гарматою 7,62-мм танковий кулемет СГМТ (станковий модернізований кулемет зр.1943 р. конструкції Горюнова, танковий).
Барбет носової башти ПТ-76Б часто використовувався під час буксирування АКА пр. 1204, оскільки за звичайного кріплення буксирний трос виривав якірний шпиль з палуби катера через неприпустиму швидкість буксирування.

### Ракетне
За аналогією з озброєнням БКА пр. 1124 й 1125 реактивними установками «М-8-М» й «М-13-М», на АКА пр. 1204 встановлювали реактивну пускову установку БМ-14-17 (Індекс ГРАУ 8У36) з 17-тю направляючими довжиною 1100 мм, розташованими в пакеті в два яруси. У верхньому ярусі було 9 направляючих, а в нижньому ярусі — 8, закріплених на люльці, встановленій на змонтованій на палубі корабля тумбі. Заряджання й наведення на ціль установки БМ-14-17 виконувалося підйомним і обертовим механізмами, які мали ручний привод з палуби. Однак прицільна стрільба по берегових цілях могла вестися лише з нерухомого катера за відсутності хитавиці. Боєкомплект для установки БМ-14-17 складався з 34 осколково-фугасних некерованих турбореактивних снарядів «М-14-ОФ», розташованих у кранцях по бортах на верхній палубі.
Під час проєктування АКА пр. 1204 також передбачалося його оснащення двома установками протитанкового ракетного комплексу (ПТРК) 9К11 «Малютка» (боєзапас 4 ПТКР), розташованими побортно в районі 7-8 шп. з пультом керування на ходовому містку. Однак, ПТРК «Малютка» мав ручну систему керування: оператор через оптичний приціл слідкував за ракетою й вручну керував нею по проводах. Подібна прицільна стрільба з ПТРК під час руху катера, а тим більше під час хитавиці, була неможливою. У результаті стабілізації прицілу ПТРК не вдалося досягнути й від нього відмовилися.
За аналогічною причиною відмовилися від можливості розміщення 120-мм міномета в районі палуби (30 шпація) від ходової рубки до ЗПУ 2М-6.

### Зенітне
Як засіб ППО й самооборони в кормовій частині артилерійського катера була розташована одна 14,5-мм ЗКУ 2М-6, яка раніше встановлювалася й на БКА пр. 191М і 192. Слід зазначити, що при закріплених на палубі корабля мінах стрільба з ЗКУ 2М-6 була виключеною.

### Мінне
Для постановки мін в кормі катера встановлювалися скати й мінні рейки, на яких могли розміщуватися до 10 малих морських якірних мін типу «ЯМ» (1943 р.) або до 4 малих донних мін типу «ІГДМ-500» (1957 р.).

## Бронювання
У АКА пр. 1204 були заброньовані наступні ділянки: ходова рубка (стіни 10 мм, дах 4 мм), борти (броньовий пояс товщиною 8 мм від 26 до 46 шп.) й палуба в районі моторного відділення й посту керування двигунами (4 мм), танкова башта від ПТ-76Б (чоло 16 мм, стінки 16 мм, дах 16 мм), барбет башти, де розміщувався боєзапас (16 мм), ЗКУ 2М-6 (7+7 мм), барбет ЗКУ (16 мм) й переборка на 26 шп (4 мм).

## Будівництво
В 1967 році в Керчі (ССЗ «Залив») після будівництва головного катера було розгорнуто великосерійне виробництво АКА пр. 1204. Також виробництво катерів було налагоджене в Миколаєві (ССЗ ім. 61 комунара) й Ленінграді. Всього від 1967 до 1974 рр. на трьох заводах було побудовано 118 артилерійських катерів пр. 1204. З них 56 катерів отримав ВМФ СРСР, а 62 катери — морські частини прикордонних військ КДБ СРСР.

### Модернізація
У процесі експлуатації до складу озброєння АКА пр. 1204 вносилися зміни: ЗКУ 2М-6 замінили на 25-мм АУ 2М-3М, а в середині 1970-х рр. на деяких катерах в середині корпусу за ходовою рубкою спорудили каземат з бійницями для чотирьох 30-мм гранатометів БП-30. Також зенітне озброєння катера доповнили двома ПЗРК «Стріла-2М» (боєкомплект 8 ЗР). При цьому повна водотоннажність модернізованих катерів досягла 77 т. На деяких АКА пр.1204 були встановлені кріплення для розміщення МРГ-1.

## Аналоги
- Артилерійські катери проєкту 368РС — АКА проєкту 368РС були створені на основі катерів-торпедоловів проєкту «Т368». Будувалися невеликою серією від 1965 року. АКА пр. 368РС за водотоннажності 84,7/92,8 тонн мав на озброєнні: одну 25 мм АУ 2М-3М, одну 14,5 мм ЗКУ 2М-7, одну 17-ствольну 140 мм ПУ НКРС БМ-14-17 й один 55 мм гранатомет МРГ-1.[19][20]
- Артилерійські катери типу «Шаньтоу»[en] — артилерійські катери Type 55A «Шаньтоу», за класифікацією НАТО — англ. Swatow class. Як прототип слугували торпедні катери проєкту 183[ru], які виготовлялися за ліцензією в Китаї. Однак, на відміну від прототипу АКА Шаньтоу мали стальний корпус, посилене артилерійське озброєння. Крім того, були демонтовані торпедні установки й встановлені менш потужні двигуни. АКА Шаньтоу були поставлені до КНДР і В'єтнаму.[21]
- Chaho class gunboat — артилерійські катери для вогневої підтримки десанту, також створені на основі торпедного катера проєкту 183. У АКА Чахо корпус був виконаний зі сталі та мав на озброєнні: одну 40-ствольну РСЗВ БМ-21, одну ЗУ-23-2, одну ЗКУ-2. Для ВМФ КНДР було побудовано 62 АКА Чахо. Також поставлялися до Ірану.[22]
- Zafar class gunboat — Іранська копія артилерійських катерів Чахо. АКА Зафар мали аналогічний корпус, але відрізнялися двигунами й озброєнням.[23]
- Chongjin class gunboat — артилерійські катера «Чхонджін» являли собою ще один артилерійський різновид торпедного катера проєкту 183. На АКА були встановлені одна 85-мм танкова гармата ЗІС-С-53[ru] в баші від танку Т-34-85 й дві ЗКУ 2М-5. В 1974—1980 роках для ВМФ КНДР побудували 54 АКА Чхонджін.[24][25]
- VB 76 class small river patrol monitors — річкові патрульні малі монітори «VB 76-class» («vedeta blindante mici»), побудовані в кількості 18 одиниць на верфі в м. Тулча від 1974 до 1977 року.[26] Являють значно перероблений проєкт радянських бронекатерів проєкту 1125, поставлених до Румунії в 1952 році. Поступали до складу Дунайської флотилії ВМС Румунії.[27][28]
- Assault Support Patrol Boat (ASPB) — єдині спеціально спроєктовані в 1965 році для бойових дій на р. Меконг катери ASPB (прізвисько «Альфа-боти») призначалися для вогневої підтримки десанту, ескортування конвоїв, оборони баз, тралення якірних мін. Катери ASPB мали протимінний корпус, 6-мм алюмінієву броню (захист від 7,62-мм бронебійних куль на відстані 75 м), швидкість у 16 вузлів. За водотоннажності 36,5 тонн[29] катери ASPB були озброєні двома 20-мм автоматичними гарматами «Мк.16 Mod 4» в баштах «Mark48», встановлених на носу й на даху рубки, одним мінометом «М2» калібру 81-мм і 12,7-мм кулеметом «M2» на одній оригінальній підставці на кормі катера. Також катери ASPB доозброювалися двома автоматичними гранатометами «Mk.20».[30] В кінці 1969 року катери ASPB були оснащені двома 4-ствольними 3,5-дюймовими ракетними установками Mk 47. Екіпаж катера ASPB складався з 6 осіб.
- ATC Armored Troop Carrier (ATC) — катери ATC (прізвисько «Танго-боти») водотоннажністю 77 т., створені шляхом переобладнання десантного катера часів Другої світової війни типу «LSM-6», призначалися для перевезення десанту з 40 піхотинців. Для прикриття десанту катери ATC були оснащені гарматами (2 × 20-мм «Мк.16 Mod 4»), кулеметами (4 × 7,62-мм M60 і 2 × 12,7 мм M2) й автоматичним гранатометом (1 × 40 мм Mk 19 Mod 0).[31] «Річкові бронетранспортери», так називали ATC, розвивали швидкість в 8,5 вузлів.
- Monitor (MON) — монітор «MON» (прізвисько «Майк») був створений в 1966 році на базі десантного катера часів Другої світової війни типу «LSM-6» для бойових дій у В'єтнамі.[32][33] Апарель десантного катера прибиралася й замість неї обладнувалась гостроконечна носова частина, перед корпусу закривався бронепалубою, на якій розміщувалася башта «Mk» 52 з 40-мм автоматичною гарматою «M1» (модернізована шведська гармата «Бофорс») і 12,7-мм кулеметом «M2». На ходовій рубці монітора додатково встановлювались три башти з 20-мм гарматою «Мк.16» і 12,7-мм кулеметами «M2». Крім того, в трюмі поміж носовою баштою й рубкою встановлювався 81-мм міномет «М2», а на бортових шкворневих установках — два кулемета «М60».[34] Штатне озброєння екіпажу було посилене 3 гранатометами «М79».[35] В 1968 році озброєння моніторів було посилене шляхом встановлення 105-мм гаубиць «М49» в башті «T172» замість 40-мм гармати. Водотоннажність склала 83 тонни. Також деякі монітори стали вогнеметними (прізвисько «Зіппо»), на них встановлювалися дві башти «M8» з вогнеметами «Mi 0-8» на заміну звичайного озброєння, при цьому на даху рубки залишили одну кулеметну башту. Всі монітори оснащувалися ґратками для захисту від РПГ.

## Історія служби
За радянських часів екіпаж АКА пр. 1204 складався з командира — офіцера в званні від лейтенанта до капітан-лейтенанта, помічника командира й механіка (мічмани), й декількох матросів.

### Амур
- 49-та дивізія річкових кораблів ТОФ (м. Хабаровськ: 1 дивізіон АКА, 1 дивізіон консервації; м. Благовіщенськ: 139 днака в складі 74 обрчк)
- Далекосхідна прикордонна округа
  - 11 окрема бригада прикордонних сторожових кораблів (ОБрПСКР) с. Джалінда, Сковородинського р-ну Амурської обл.
  - 12 ОБрПСКР м. Благовіщенськ
  - 13 ОБрПСКР с. Нижньоленінське , ЕАО
  - 14 ОБрПСКР с. Казакевічево, Хабаровський край
  - 15 ОБрПСКР м. Дальньоріченськ, Приморський край

### Чорне море
На Чорноморському флоті АКА пр. 1204 поступали до складу 327-го гвардійського Белградського дивізіону артилерійських катерів 116-ї Червонопрапорної бригади річкових кораблів, який базувався в Кислицькому військовому містечку, розташованому на лівому березі Кислицького рукава р. Дунай, навпроти острова Кислицький на околиці села Кислиця. Всього від 1968 р. до 1974 р. поступило 14 АКА пр.1204. Відправлені на консервацію АКА пр. 1204 передавалися 356-му (від 1973 року 405-му) екіпажу консервації АКА 21-го дивізіону кораблів резерву, який також базувався на околиці с. Кислиця.
- Одеська маневрена база:
  - 18 ОБрПСКР Червонопрапорної Західної прикордонної округи м. Одеса

Після розпаду Радянського Союзу Україна отримала дивізіон з 8 бронекатерів проєкту 1204 «Джміль» з дислокацією в Ізмаїльському районі, однак, в 1990-ті роки вони були передані до складу Прикордонної служби України. В 2009 році в Ізмаїльському загоні морської охорони нараховувалося 4 бронекатери проєкту 1204 «Джміль»: BG-82 «Лубни», BG-81 «Канів», BG-83 «Ніжин» і BG-84 «Ізмаїл». За даними Олександра Храмчихіна в грудні 2015 року в України було 2 катера проєкту 1204 на озброєння й 2 катера проєкту 1204 у відстої.
Станом на 2018 рік у складі Морської охорони ДПСУ знаходиться три кораблі:
- «Лубни» (BG-82)
- «Ніжин» (BG-83)
- «Ізмаїл» (BG-84)

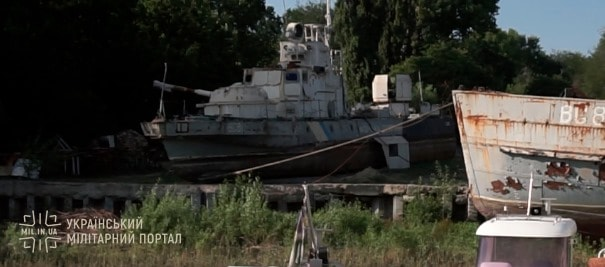
Колишній корабель морської охорони «Канів» (BG 81) проєкту 1204

У 2019 році всі вони пройшли докові ремонти та були відремонтовані 76-мм артилерійські установки Д-56ТС, наступного року відновили і 25-мм артилерійських установок 2М-3М.
Ще один корабель - колишній «Канів» (BG-81) знаходиться на зберіганні. Як стало відомо у березні 2021 року, його двигуни М50Ф6 буде відремонтовано та встановлено на інший корабель Морської охорони ДПСУ цього ж проєкту.
У свій час його хотів отримати Черкаський клуб юних моряків для військово-патріотичного виховання молоді.

### Балтійське море
- 3-тя (Балтійська) окрема ордена Червоної Зірки бригада прикордонних сторожових кораблів Червонопрапорної Калінінградської групи прикордонних військ ФПС РФ (Прикордонне управління ФСБ РФ по Калінінградській області)
  - 20-та ОБрПСКР Талін ОДПСКК м. Хаапсалу
- 4-та ОБрПСКР м. Псков.

### Центральна Азія
- 22-га ОБрПСКР (з 1981 до 1988 року — 45 одск) Червонопрапорний Середньоазійська прикордонна округа м. Термез, Ленінське. Увійшла до складу ПВ Узбекистану в 1992—1993 роках.

### Каспійська флотилія
- В складі 327-го гвардійського Червонопрапорного дивізіону артилерійських кораблів «Золотий Затон» м. Астрахань.

## Оператори

### Сучасні
- Росія
- Україна
- Узбекистан

### Колишні
- СРСР
- Камбоджа

## Оцінка проєкту

### Переваги
- Можливість перевезення катера залізничним транспортом;
- Покращення комфортабельності й морехідності (до 3 балів) у порівнянні з попередніми проєктами радянських артилерійських катерів (АКА).

### Недоліки
- Оснащення АКА пр. 1204 технічно й морально застарілим устаткуванням і озброєнням;
- Слабке артилерійське озброєння;
- Недостатнє бронювання катера, яке може захистити лише від ураження кулею калібру 7,62 мм на відстані 100 м і від дрібних уламків від снарядів і мін.

## В популярній культурі

### У кіно
АКА 1204 можна побачити в таких радянських фільмах:
- «Секретний фарватер»: АКА пр. 1204 виконували роль торпедних катерів типу «Комсомолець» після переобладнання.
- «Порох»: АКА пр. 1204 з'явився як катер постановник димової завіси для прикриття баржі з порохом.

### Моделі АКА пр. 1204
Видавництво «Дом Бумаги» виготовляє модель АКА пр. 1204 для збирання з паперу в масштабі 1:100.